# Лазурна дървесница
Лазурна дървесница (Setophaga cerulea) е вид птица от семейство Parulidae. Видът е световно застрашен, със статут Уязвим.

## Разпространение
Разпространен е в Бахамски острови, Барбадос, Белиз, Боливия, Канада, Колумбия, Коста Рика, Куба, Еквадор, Гватемала, Хондурас, Ямайка, Мексико, Никарагуа, Панама, Перу, САЩ и Венецуела.